# Pyrausta curvalis
Pyrausta curvalis is een vlinder van de familie van de grasmotten (Crambidae). De wetenschappelijke naam van deze soort is voor het eerst voorgesteld als Botys curvalis door John Henry Leech in een publicatie uit 1889.
De soort komt voor in China (Zhejiang).